# Fisker Automotive

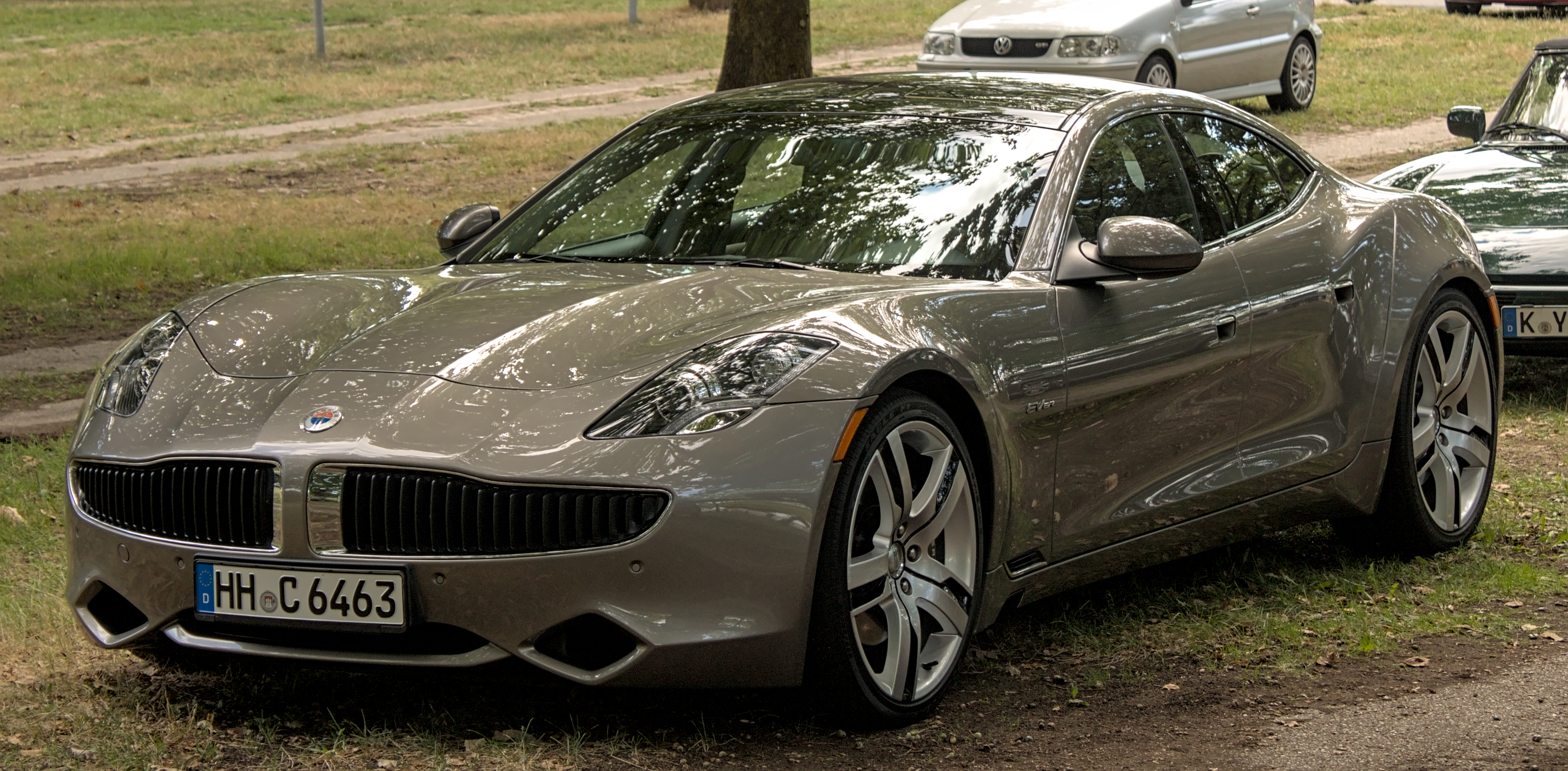
Fisker Karma

Fisker Automotive, Inc. war ein US-amerikanischer Autohersteller. Er wurde als amerikanisches Gemeinschaftsunternehmen (Joint Venture) von Henrik Fisker gegründet. Beteiligt waren die Fisker Coachbuild LLC und der auf alternative Antriebe und Herstellung von Hybridelektrokraftfahrzeugen spezialisierte Automobilzulieferer und Ingenieursdienstleister Quantum Technologies aus Irvine (Kalifornien). Finanziell wurde Fisker von Kleiner Perkins Caufield & Byers unterstützt.
Das erste Modell Fisker Karma wurde im Februar 2008 auf der North American International Auto Show in Detroit vorgestellt. Nach mehreren Verzögerungen begann die Produktionsvorbereitung beim finnischen Auftragsfertiger Valmet Automotive im März 2011. Der erste Wagen wurde im Juli 2011 an den Schauspieler Leonardo DiCaprio ausgeliefert.
Das Unternehmen meldete am 22. November 2013 Insolvenz an und wurde im Februar 2014 an den Wanxiang-Konzern verkauft. 2016 gründete Henrik Fisker unter gleichem Markennamen einen neuen Automobilhersteller, Fisker Inc.

## Geschichte

### Fisker Coachbuild
2005 gründete der aus Dänemark stammende Automobildesigner Henrik Fisker zusammen mit Bernhard Koehler das Unternehmen Fisker Coachbuild mit Sitz in Orange County (Kalifornien). Fisker Coachbuild führte (ähnlich wie Porsche) Entwicklungsaufträge für andere Automobilhersteller aus und bot selbst die Sportwagenumbauten Fisker Latigo CS (auf Basis BMW 6) für 195.000 bis 235.000 Dollar und den Fisker Tramonto Roadster für 253.000 Dollar auf Basis des Mercedes-Benz SL 55 AMG an, die beide auf 150 Exemplare limitiert waren.

### Fisker Automotive
2007 gründete Henrik Fisker zusammen mit Fisker-Coachbuild-Partner Bernhard Koehler und Quantum Technologies das Unternehmen Fisker Automotive. Henrik Fisker führte das Unternehmen bis Sommer 2012.
2012 geriet Fisker Automotive in große wirtschaftliche Schwierigkeiten. Der Bankrott seines Batterielieferanten A123 Systems hatte eine Weiterproduktion des einzigen Umsatzbringers Fisker Karma unmöglich gemacht. Das Unternehmen gab außerdem an, dass es durch Rückrufkosten und Verluste von Lieferungen durch Schäden des Hurrikans Sandy finanziell stark belastet wurde.
Im März 2013 wurden 75 % der Arbeitskräfte entlassen und im April eine auf Insolvenzrecht spezialisierte Anwaltskanzlei beauftragt. Die Gesamtkosten geteilt durch die produzierten Fahrzeuge lassen jeden Karma 660.000 USD kosten und überschreiten den Verkaufspreis bei Weitem. Insgesamt wurden ca. 1.800 Fahrzeuge zu Preisen zwischen 77.000 und 100.000 USD verkauft. 2013 konnte das Unternehmen eine Restschuld von 168 Millionen Dollar auf einen Regierungskredit des US Energieministeriums in Höhe von ursprünglich 192 Millionen Dollar nicht fristgerecht zurückzahlen. 2013 endete die Vermarktung von Fahrzeugen als Fisker. Das Ministerium leitete die Zwangsversteigerung ein und setzte ein Mindestgebot von 30 Millionen Dollar fest. Reuters berichtete am 10. Oktober 2013, es habe drei Interessenten gegeben, die deutsche Fritz Nols AG, den Milliardär Richard Li aus Hongkong und eine chinesische Bietergruppe mit dem großen chinesischen Automobilzulieferer Wanxiang Group, für die auch der frühere Ford-Chef Bob Lutz auftrete.
Am 22. November 2013 meldete Fisker Insolvenz an. Letztlich erwarb Wanxiang das Unternehmen für 149,2 Millionen Dollar.
2015 benannte Wanxiang das Unternehmen um in Karma Automotive und beschloss den Fisker Karma in technisch modifizierter Form neu herauszubringen. Näheres siehe bei Karma Automotive.
2016 gründete Henrik Fisker Fisker Inc. als Nachfolgeunternehmen.

## Finanzierung
Fisker Automotive erhielt private und öffentliche Investitionen, darunter ein Darlehen in Höhe von 529 Millionen US-Dollar von der US-Bundesregierung. Das Unternehmen sammelte über 1 Milliarde US-Dollar von privaten Investoren wie der Risikokapitalgesellschaft Kleiner Perkins.

## Modelle

### Fisker Karma
Das erste Modell war der Fisker Karma, eine viertürige Sportlimousine, die bei Valmet Automotive in Finnland von Juni 2011 bis 2013 produziert wurde. Nach der Kündigung der Bauaufträge von Porsche war dieser Wagen der einzige Anschlussauftrag für Valmet bis zur Fertigung der neuen A-Klasse von Mercedes-Benz ab 2013.
Der Name Karma beruht auf dem entsprechenden Sanskritwort.
Der Wagen hat zwei elektrische Betriebsmodi, einen Sparmodus, der im Militärjargon Stealth Drive genannt wird, und einen Sportmodus Sport Drive.
Die Karosserie ist 4970 mm lang, 1984 mm breit und 1310 mm hoch.
Während der UN-Klimakonferenz in Kopenhagen verlieh Fisker ein funktionsfähiges Vorserien-Exemplar des Karma an das dänische Königshaus. Frederik von Dänemark nutzte den Wagen auf dem Weg zu der Konferenz.

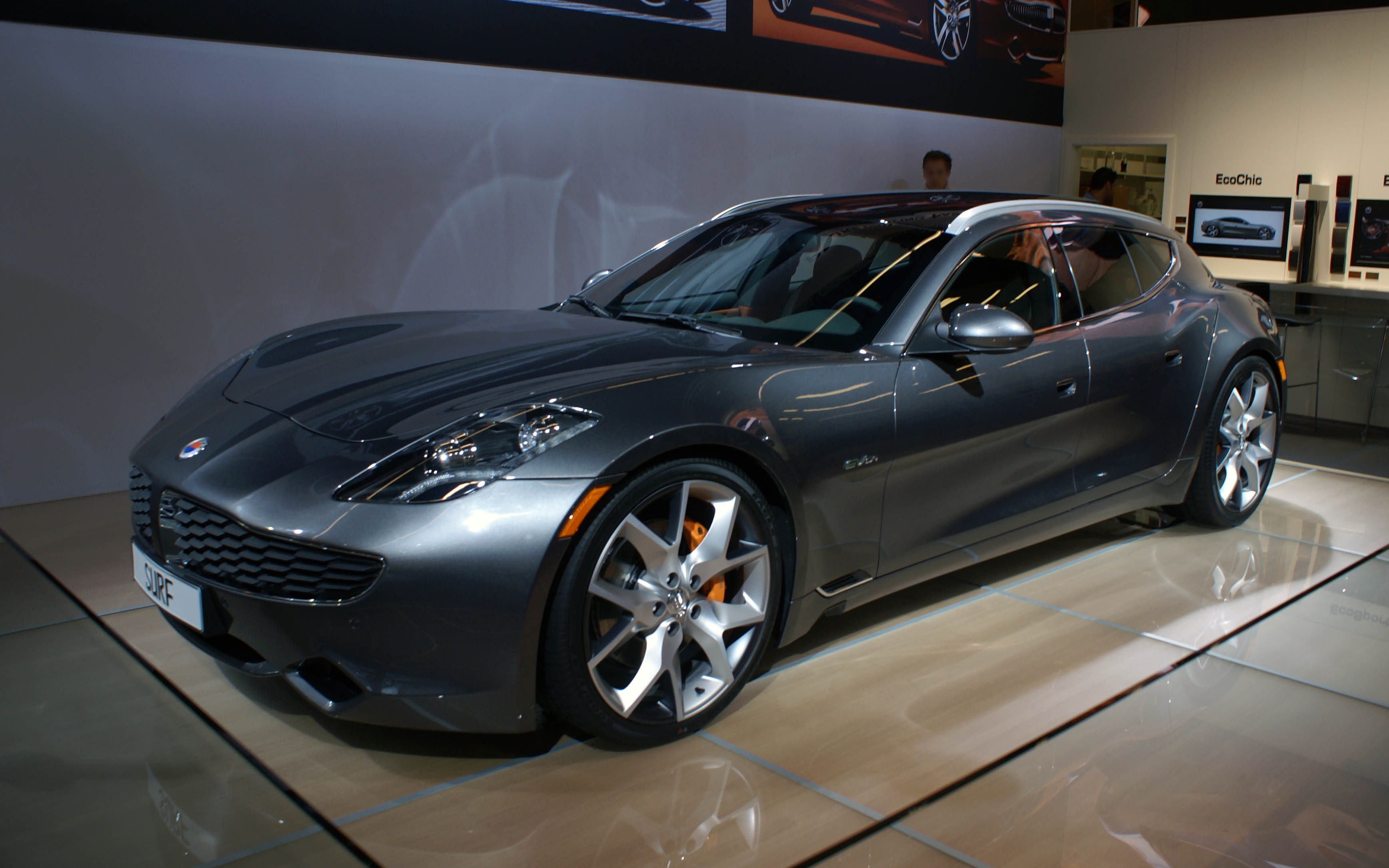
Fisker Surf auf der IAA 2011

Auf der IAA 2011 wurde eine Kombiversion des Karma mit dem Namen Fisker Surf vorgestellt.

### Fisker Karma S

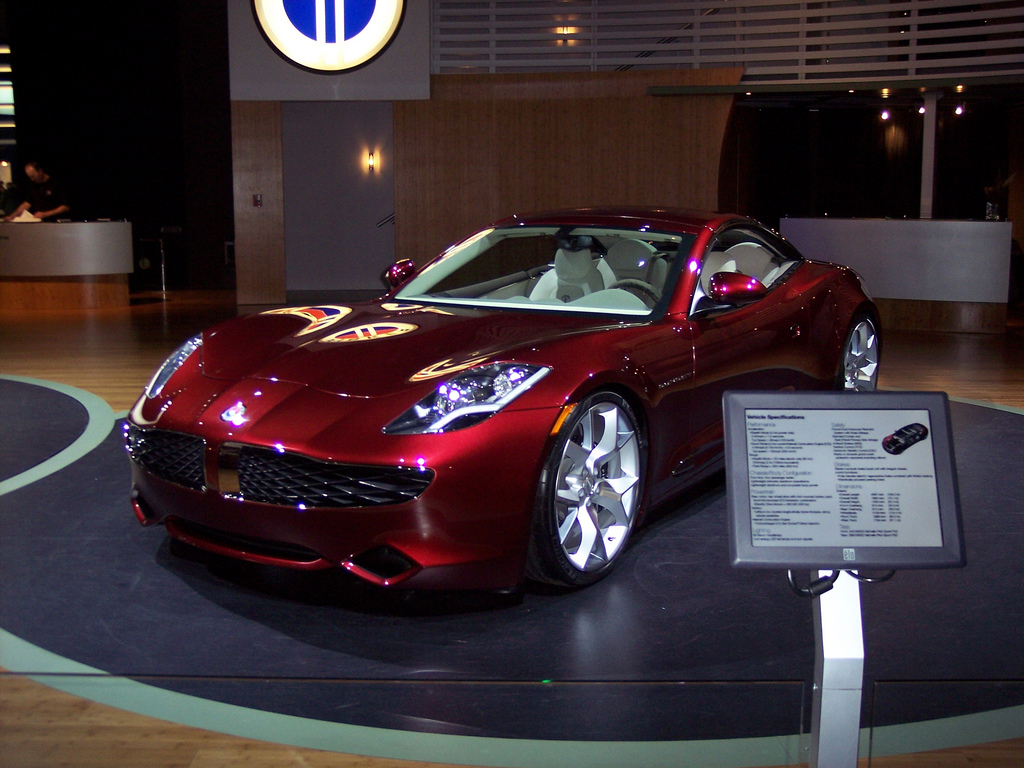
Fisker Karma S auf der Detroitautoshow 2009.

Im Januar 2009 stellte Fisker den Fisker Karma S vor, eine Cabrioletvariante des Karma. Das S steht dabei für Sunset.
Die als Q-Drive bezeichnete Antriebsintegration (Kombination Batterie, Batteriemanagement, Elektro- und Verbrennungsmotor) kommt vom Unternehmen Quantum Technologies. Q-Drive entstand nach Herstellerangaben im Rahmen einer Entwicklung für das amerikanische Verteidigungsministerium.
Der Wagen verfügt im Wesentlichen über die gleiche Technik wie der Karma, fährt ebenfalls 80 km allein elektrisch, beschleunigt aber von 0 auf 60 Meilen in 5,8 Sekunden und erreicht eine Höchstgeschwindigkeit von 201 km/h (125 Meilen pro Stunde.)
Für längere Strecken hat er einen von General Motors zugekauften 2-Liter-4-Zylinder-Motor mit Turboaufladung, der bei Bedarf Strom produziert und an den Lithiumionenakkumulator liefert. Mit einer Tankfüllung verlängert der Zusatzmotor die Reichweite auf 300 Meilen. Der gleiche Motor wird auch im Chevrolet Cobalt SS verwendet.

## Klage von Tesla
Im April 2008 wurde Fisker Automotive von Tesla wegen Industriespionage verklagt. Henrik Fisker hatte 2007 für Tesla das Karosseriedesign für einen von Tesla Motors geplanten viertürigen Plug-in-Hybrid entwickelt. Tesla Motors behauptet, dass Fisker den 875.000-$-Auftrag annahm, um an geheime Informationen von Tesla zu gelangen. Vor der Arbeit für Tesla habe Fisker keine Erfahrung mit Hybridtechnologie gehabt. Fisker gründete Fisker Automotive Ende 2007. Auf Antrag von Fisker wurde ein Schiedsgerichtsverfahren gestartet. Der Streit wurde zugunsten von Fisker entschieden.